# Фридман, Жорж
Жорж Фридман (фр. Georges Philippe Friedmann, 13 мая 1902[…], XVI округ Парижа — 15 ноября 1977[…], XVI округ Парижа) — французский социолог и философ, известный своим исследованием о влиянии промышленного труда на людей и критикой неконтролируемого восприятия технологических изменений в Европе и Соединённых Штатах XX века.
Фридман был третьим президентом Международной социологической ассоциации (1956—1959).

## Биография
Фридман был последним ребёнком Адольфа Фридмана (1857—1922), немецко-еврейского купца из Берлина, и Элизабет Натан (1871—1940). Он родился в Париже, куда его родители переехали после свадьбы в Берлине в 1882 году. В 1903 году они получили французское гражданство.
После короткого периода изучения промышленной химии Фридман подготовился к агрегации философии в престижном лицее Генриха IV в Париже. В 1923—1926 годах изучал философию в Высшей нормальной школе. Он работал ассистентом социолога Селестена Бугле в Центре социальной документации, исследовательском центре социальных наук при Высшей нормальной школе, финансируемом банкиром Альбертом Каном, а позже — Фондом Рокфеллера.
После смерти своего отца в 1929 году Фридман унаследовал состояние в 2,6 миллиона франков, что позволило ему финансировать несколько интеллектуальных журналов своих молодых одноклассников. Впоследствии Фридман пожертвовал значительную часть своих денег Фонду Кюри на исследования рака. После его смерти картины Дега, доставшиеся Фридману из коллекции отца, были переданы в дар Лувру.
В 1937 року Фридман женился на Хане Ольшвеской, польке-католичке. У пары была одна дочь Лилиана, родившаяся в 1941 году в Тулузе. После смерти Хани в 1957 году Фридман женился на Марсель Ремон в 1960 году.
Забрав семью в Тулузу, Фридман вместе с Жаном Кассу и Пьером Берто присоединился к Французскому движению Сопротивления во время Второй мировой войны, когда из-за его коммунистической деятельности за ним следило нацистское гестапо. Позже он писал, что убежал от гестапо в 1943 году благодаря тому, что два молодых учителя спрятали его в школе в Дордони. Ежедневники Фридмана времён войны, опубликованные посмертно в 1987 году, описывают его опыт как участника движения Сопротивления.
Всю свою жизнь Фридман считал себя светским евреем, но антисемитизм, ужасы Холокоста, а позже его привлечение в молодое государство Израиль привели к тому, что он стал больше симпатизировать еврейскому народу и больше приобщался к нему, хотя обычно скорее как наблюдатель, а не как член какого-то конкретного религиозного сообщества.
Он получил степень доктора наук в 1946 году за свою основную диссертацию о механизации промышленного производства и второстепенную диссертацию о Лейбнице и Спинозе, обе опубликованы как монографии.

## Научная работа
В Высшей нормальной школе Фридман был близок к группе «Философии», противостоявшей влиянию Анри Бергсона и способствовавшей переводу ранних философских текстов Маркса во Франции, и включала Жоржа Политцера, Норберта Гутермана, Поля Низана и Анри Лефевра. Первый журнал группы, Esprit, и его преемник, Philosophies, финансировались за счёт Фридмана.
В течение 1930-х годов Фридман, выучив русский язык в Институте восточных языков, осуществил ряд поездок в Советский Союз, где наблюдал советскую промышленность и технологии, трижды побывав здесь с 1932 по 1936 год. Его книги 1936 года «Кризис прогресса» и 1938 года «От Святой Руси до СССР» («De la Sainte Russie à l’URSS») сделали его авторитетом в просоветском сообществе во Франции. Но даже его умеренная критика СССР и Сталина, культа личности и московских процессов вызвала ожесточенный конфликт с членами Французской коммунистической партии и положила начало уходу Фридмана от политической активности. После войны ветеран Сопротивления Фридман вновь числился среди попутчиков и сочувствующих СССР. Однако в 1950 году нападки компартии на его друга Жана Кассу заставили его порвать с ней, не оставив, однако, надежды на демократический социализм с человеческим лицом.
Докторская диссертация Фридмана, опубликованная в 1946 году, рассматривала «человеческие проблемы» автоматизации и механизации европейского промышленного производства. Критический исторический обзор парадигм промышленного менеджмента, в том числе научного менеджмента, промышленной психологии и человеческих отношений, опубликованный под названием «Problèmes humains du machinisme industriel», исследовал усилия социологов относительно «гуманизации» промышленного труда, фрагментированного и лишённого квалификации индустриализацией и тейлоризмом. Фридман утверждал, что хотя эти усилия были усовершенствованием «техницистской идеологии» инженерии управления, социальная наука не привела бы к значительным изменениям в практике труда без классового конфликта и трансформации капиталистической экономической системы.
Книгу Фридмана считают основоположным текстом французской социологии труда. Он повлиял на переориентацию французской социологии после Второй мировой войны, играя важную роль в основании Centre d'études sociologues та Institute des Sciences Sociales du Travail (ISST). Его влиятельными учениками были Ален Турен, Мишель Крозье, Жан-Даниэль Рейно и Жан-Рене Треантон, который провёл некоторые из первых эмпирических работ в промышленной социологии во Франции. Позже Фридман основал Центр массовых коммуникаций (CECMAS) в Практической школе высших исследований, первыми участниками которого были Эдгар Морен и Ролан Барт.
Фридман много путешествовал по миру, наблюдая и исследуя трудовые практики и промышленные модели в Соединённых Штатах, Израиле и Южной Америке. Его анализ природы еврейского народа и израильского сообщества в книге «Конец еврейского народа?», одной из немногих его работ, переведённых на английский язык, привлёк внимание СМИ в Соединённых Штатах.
Фридман постепенно сместил акцент с работы на более широкую проблематику «технической цивилизации». Его последняя книга, «Счастье и мудрость» (La Puissance et la Sagesse), смесь автобиографии и размышлений о современном обществе, видоизменила его ранний марксизм и подчеркнула важность внутреннего мира и морали для гуманизации послевоенного общества потребления.